# Alnus hakkodensis
Alnus hakkodensis är en björkväxtart som beskrevs av Yasaka Hayashi. Alnus hakkodensis ingår i släktet alar, och familjen björkväxter. Inga underarter finns listade.